# Vuốt
Vuốt hay móng vuốt là những cái móng cong, có đầu nhọn, được tìm thấy ở phần cuối của một ngón chân hoặc ngón tay trong hầu hết các loài động vật có màng ối (gồm động vật có vú, bò sát và chim). Trong tiếng Anh, từ "móng vuốt" (claw) cũng thường được sử dụng để chỉ đến một vài động vật không xương sống hơi giống kết cấu được tìm thấy ở động vật chân đốt như bọ cánh cứng và nhện là những cái móc chúng được đính vào đốt cuối cùng của xương chân như một cái móc để phục vụ cho việc di chuyển. Cua, tôm hùm và bọ cạp thì càng của chúng đôi khi được gọi là móng vuốt. Một móng vuốt thật sự được hình thành bằng một loại protein cứng gọi là keratin (tương tự sừng).
Vuốt cùng với nanh hợp thành bộ nanh vuốt là vũ khí tối thượng sinh tồn trong tự nhiên của các động vật săn mồi đỉnh cao. Vuốt được sử dụng để bắt và giữ con mồi (với động tác vồ) ở động vật có vú ăn thịt như chó và mèo, đặc biệt là các loại mèo lớn, nhưng cũng có thể được sử dụng cho các mục đích như đào bới (ở chó, cầy), leo cây, tự vệ (cào cấu, móc mắt ở mèo), và chải chuốt (gãi ngứa) hay ở các loài chim là công cụ trong việc quắp mồi, siết mồi, các loài bò sát thì sử dụng để leo cây. Móng phụ hay huyền đề thì thường cùn và không được gọi được gọi là móng tay. Móng vuốt của động vật như hổ, sư tử, gấu đã được sử dụng như các mặt hàng như đồ trang sức, mặt dây chuyền, và trâm cài. Nhiều niềm tin hoang đường vào công dụng của những loại móng vuốt của dã thú.

## Các dạngđộng vật

### Động vật bốn chân
Ở động vật bốn chân, móng vuốt được hình thành bằng keratin và bao gồm hai lớp. Các lớp unguis là lớp bên ngoài cứng hơn, trong đó bao gồm các sợi keratin xếp vuông góc với hướng của sự phát triển và trong các lớp ở một góc xiên. Các subunguis là mềm hơn, lớp dưới flaky có hạt là song song với hướng của sự phát triển. Các móng vuốt mọc lộ ra từ móng tay tại các cơ sở của unguis và subunguis mọc dày hơn khi đi dài trên móng. Các unguis mọc ra ngoài nhanh hơn subunguis để tạo một đường cong và các mặt mỏng của móng vuốt mòn nhanh hơn tạo nên một điểm tiếp xúc nhiều hơn hoặc ít sắc nét. Động vật bốn chân sử dụng móng vuốt của chúng bằng nhiều cách, thường để vồ bắt hoặc giết con mồi (họ nhà mèo), đào bới (chó, chồn) và leo trèo (mèo, báo, chồn) và treo ngược (như dơi, khỉ, đười ươi).
Tất cả các động vật trong bộ Carnivora đều có móng vuốt, mà thay đổi đáng kể trong chiều dài và hình dạng. Vuốt phát triển ra khỏi các đốt ngón thứ ba của bàn chân và được làm bằng chất sừng. Nhiều động vật có vú ăn thịt có móng vuốt có thể căng ra rằng một phần có thể ẩn bên trong chân của con vật, đặc biệt là các họ mèo, Felidae, gần như tất cả các thành viên nào có móng vuốt đầy đủ protractible và móng vuốt của chúng đều có thể thu lại hay co rút được (trừ báo săn). Ngoài họ nhà mèo, móng vuốt thu chỉ được tìm thấy ở một số loài của họ cầy (và Nimravidae đã tuyệt chủng). Móng vuốt mà là thu vào được để bảo vệ chúng khỏi bị mòn hoặc gãy.
Hầu hết mèo và chó cũng có một vuốt phụ (huyền đề) ở phần phía trong của bàn chân trước. Nó ít nhiều chức năng hơn so với móng vuốt khác nhưng giúp những con mèo bắt con mồi (găm vào). Bởi vì móng vuốt này không chạm đất, nó bị ít mòn hơn và có xu hướng sắc hơn. Móng tay là tương đồng với một móng vuốt nhưng nó phẳng hơn và có cả một cạnh cong thay vì một điểm. Một móng tay đủ lớn để chịu trọng lượng được gọi là "móng guốc". (Tuy nhiên, một mặt của móng chẻ của động vật móng guốc artiodactyl cũng có thể được gọi là một cái móng).
Ở các loài linh trưởng linh trưởng móng chỉ bao gồm các unguis còn subunguis đã biến mất. Với sự phát triển của nắm tay và bàn chân, móng vuốt không còn cần thiết cho sự vận động, và thay vào đó hầu hết là để làm cảnh. Tuy nhiên, móng tay giống móng vuốt giống như được tìm thấy trong họ khỉ đuôi sóc callitrichids nhỏ và trong khỉ lùn tarsier và khỉ Aye-Aye, một móng vuốt chải chuốt cũng được tìm thấy trên loài khỉ đêm (Aotus) và Callicebus và một số loài khỉ Tân thế giới khác.
Một con tatu khổng lồ dài khoảng 90 cm có bộ móng vuốt dài 22 cm, chiếm 22% chiều dài cơ thể. Đây có thể là loài có tỉ lệ chiều dài móng vuốt trên chiều dài cơ thể lớn nhất, một người cao khoảng 160 cm nếu có cùng tỉ lệ trên với tatu, chiều dài móng tay sẽ là 30 cm, nghĩa là dài hơn bàn chân. Những con lười ba ngón chuyên sống trên cây cũng có bộ móng khá dài, khoảng 10 cm. Thân hình chúng dài khoảng 58 cm, do đó, tỉ lệ bộ móng và chiều dài cơ thể là 17%. Loài lười hai ngón có thân hình lớn hơn, dài khoảng 70 cm. Tỉ lệ chiều dài móng vuốt của chúng so với cơ thể là 14%, tương đương 10 cm. Móng vuốt của gấu kiến dài tới 10 cm, là công cụ đào bới đất tìm kiến và mối, bộ vuốt còn là vũ khí tự vệ của gấu kiến trước những con báo đốm. Chuột chũi mũi sao gây chú ý bởi bộ móng vuốt quá khổ. Tỉ lệ chiều dài bộ móng so với cơ thể là 1/16, hay 6,5%.

### Các loàichim

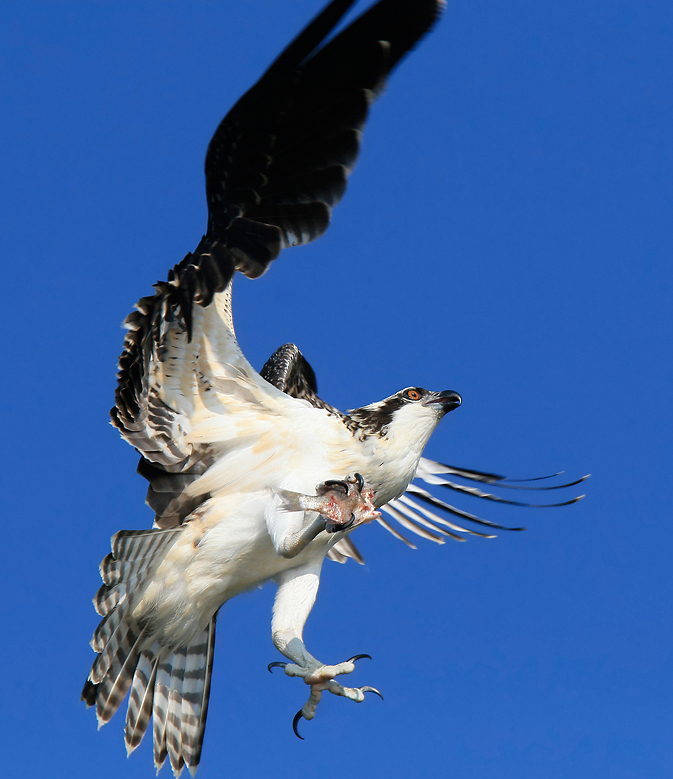
Một con chim ưng đang bắt cá bằng móng vuốt của mình

Một móng là móng vuốt của một con chim săn mồi là công cụ săn bắn chính của nó. Các móng vuốt rất quan trọng. Nếu không có nó, hầu hết các loài chim săn mồi sẽ không thể bắt được mồi của chúng. Một số loài chim cũng sử dụng móng vuốt để phòng thủ. Giống đà điểu sử dụng móng vuốt trên ngón chân bên trong của chúng (chữ số II) cho việc phòng vệ, và đã được biết đến là để sử dụng để mổ bụng người. Loài đà điểu đầu mào ở châu Đại Dương cũng được xếp vào nhóm chim có móng vuốt dài nhất thế giới. Móng của chúng dài khoảng 13 cm.
Các con chim opisthocomus hoazin là duy nhất trong số các loài chim còn tồn tại trong việc có móng vuốt chức năng trên ngón tay cái và ngón trỏ (chữ số I và II) trên chi trước như gà con, cho phép chúng leo lên cây cho đến khi bộ lông trưởng thành với những chiếc lông bay phát triển. Tuy nhiên, một số loài chim có một cấu trúc cựa hoặc móng vuốt giống như ẩn dưới lông nhất là vịt, ngan, ngỗng và kiwi. Trong số các loài chim, loài đại bàng Harpy sống ở Trung và Nam Mỹ được xếp vào nhóm có móng vuốt dài nhất. Móng của đại bàng Harpy có chiều dài khoảng 10 cm.

### Bò sát, lưỡng cư
Hầu hết các loài thằn lằn ngón chân kết thúc bằng móng vuốt mập. Các móng vuốt hình thành từ quy mô cuối cùng trên những ngón chân. Hầu hết các loài bò sát có móng vuốt phát triển tốt. Trong các loài rắn, bàn chân và móng vuốt bị tiêu biết, nhưng trong nhiều loài trăn như rắn xiết mồi lại có tàn tích nổi lên với một móng đơn như "cựa" vào mỗi bên của lỗ hậu môn. Móng vuốt của thằn lằn được sử dụng như hỗ trợ trong việc leo núi, và giữ con mồi trong các loài động vật ăn thịt. Loài vật có móng vuốt dài nhất được ghi nhận cho tới nay là khủng long Therizinosaurus, móng vuốt chi trước của nó dài tới 70 cm, đây là loài khủng long ăn cỏ. Các động vật lưỡng cư chỉ đã tiến hóa riêng biệt trong dòng động vật lưỡng cư và tiêu biến, chỉ có loài Ếch có vuốt châu Phi còn giữ lại được móng vuốt.

## Quan niệm

### Mê tín

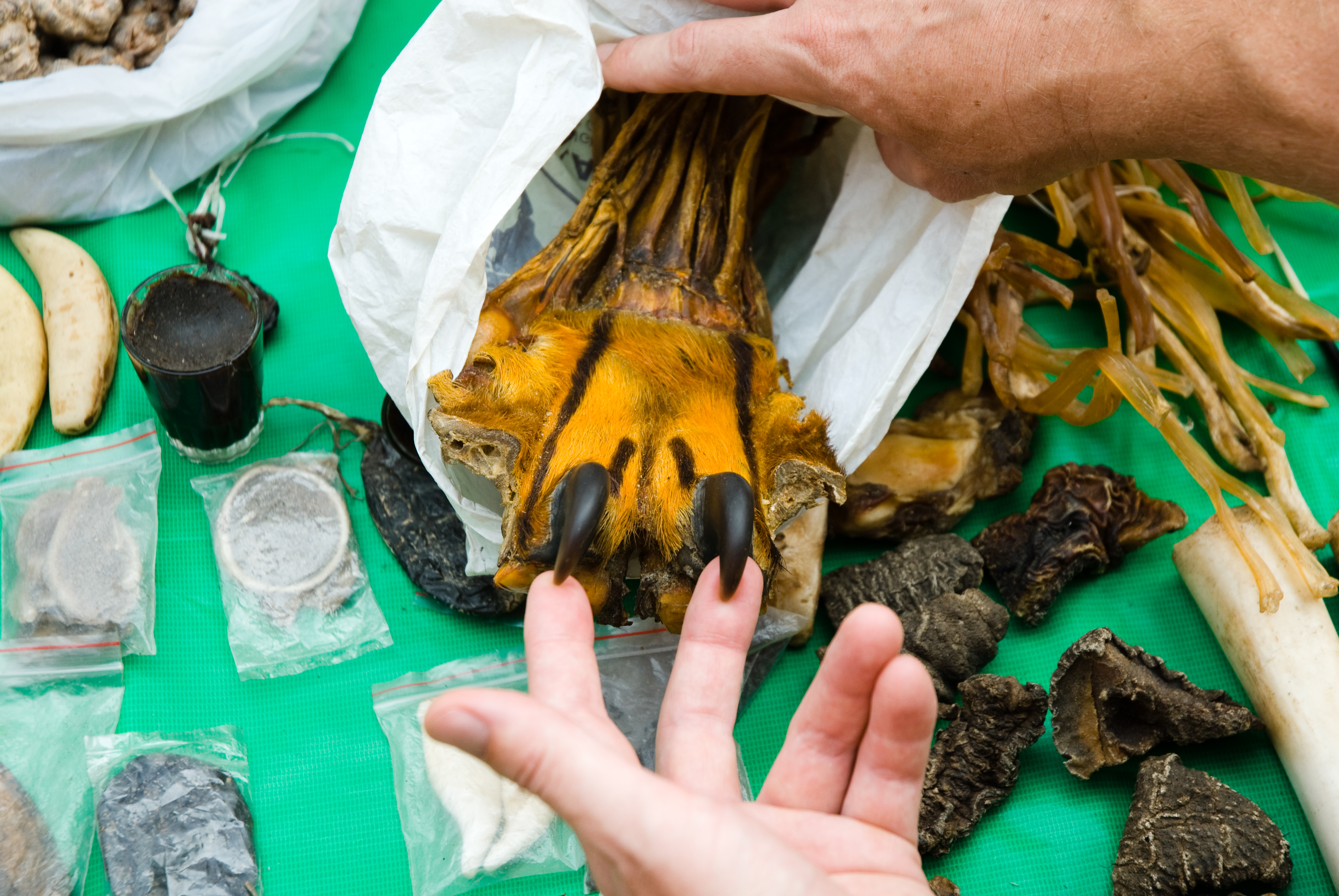
Vuốt hổ và nanh hổ đang được bày bán ở chợ

Quan niệm việc đeo nanh vuốt sẽ đem lại may mắn, nắm bắt được thời cơ, giải trừ ma quái và ốm đau, bệnh tật nhiều người sẵn sàng bỏ tiền triệu, thậm chí hàng ngàn đô tìm mua bằng được nhiều nanh vuốt thú dữ. Vào những thập niên 1980 trở về trước ở các tỉnh Tây Bắc Việt Nam còn nhiều thú rừng. Mỗi lần nhìn thấy thú dữ, dân làng lại hò nhau thành đoàn săn bắn. Thú dữ được mổ chia cho dân làng ăn mừng. Lúc đó vẫn chưa có ai thu mua răng nanh, móng vuốt nên người dân địa phương thường dùng để đeo lên người giống như một vật trang sức. Sau này, dân sành chơi thích sở hữu những chiếc răng nanh, móng vuốt như để thể hiện đẳng cấp và họ coi đó là một món đồ đem lại may mắn, có thể hóa giải những tai ương trong cuộc sống. nhu cầu săn lùng và đeo nanh vuốt chúa sơn lâm để thỏa nguyện mọi ước mong tiền tài, danh vọng, sức khỏe... đã trở thành niềm tin, nhu cầu vô hạn của nhiều người có máu dị đoan.

### Kinh doanh
Những người có đầu óc tinh tế đã nhìn thấy việc buôn bán mặt hàng này sẽ đem lại nguồn lợi lớn nên họ đã đứng ra thu mua. Mấy chục năm trở về trước, Tây Bắc còn nhiều thú rừng nên răng nanh, móng vuốt được bán nhan nhản. Rồi thú dữ dần cạn kiệt dưới nòng súng của biết bao đoàn thợ săn lùng sục khắp các cánh rừng già. Chính vì vậy, răng nanh, móng vuốt vốn đã là hàng xa xỉ nay lại càng khan hiếm. Chính vì khan hiếm nên mặt hàng này càng có giá trị cao. Những chiếc móng gấu cỡ 4 cm có giá 450.000đồng/móng, 4,5 cm giá 500.000đồng/móng, móng dài 5 cm có giá khoảng 650.000đồng Nhiều người cất công lên tận các tỉnh thuộc khu vực Tây Nguyên, vùng đất mà họ tin tưởng là xứ hổ xứ voi để tuyển các món "binh khí" của chúa tể rừng xanh. Nhiều người sống qua nhiều buôn làng, tiếp xúc với lắm già làng nên ít nhiều ảnh hưởng niềm tin tâm linh đeo càng nhiều nanh vuốt mãnh thú như gấu, heo rừng, beo lửa. Những nanh móng úa màu chứng tỏ hàng xưa cũ càng được các môn đồ nanh vuốt ưa chuộng.

## Một số dạng vuốt

### Vuốthổ
Hổ có móng vuốt sắc nhọn và dài lên đến 10cm, chúng có một vuốt cái nằm độc lập với 4 vuốt còn lại và tất cả đều có khả năng co rút móng (quắp vào). Và con hổ luôn luôn mài dũa sắc bộ vuốt bằng cách cào vào thân cây gỗ. Trong chuồng hổ ở vườn thú, thường có một khúc gỗ lớn, để thỏa mãn yêu cầu của con vật. Trong tự nhiên, cùng với nanh, vũ khí của hổ là bộ móng vuốt sắc nhọn hỗ trợ cho những cú tát, vồ và nâng cao khả năng chiến đấu của hổ, đặc biệt là hổ trảo, đòn mạnh nhất của loài hổ là vả thật mạnh vào khu vực mặt và cổ của đối phương, với nanh vuốt cực sắc nhọn, chiêu đòn này thường khiến con mồi bất động ngay tại chỗ. Bộ móng vuốt hỗ trợ cho những cú vồ đầy chết chóc của loài hổ.
Hổ được biết đến là động vật có chi trước với sức mạnh ghê gớm với bộ móng vuốt sắc nhọn, hổ có thể giết tươi con mồi của mình chỉ bằng một cú tát hay một cú cào vào chỗ hiểm, một cú tát của hổ đủ mạnh để làm vỡ sọ của một con gia súc hay làm gãy lưng của một con gấu lười hoặc đủ lấy mạng của một con sói lửa chỉ cần vả một cái là hổ có thể móc gọn hàm dưới (móc họng) của con lợn lòi. Tại vườn thú Ankara ở Thổ Nhĩ Kỳ, một con hổ Bengal đã giết chết một con sư tử chỉ bằng một nhát cào bằng móng sắc vào tĩnh mạch cảnh của con sư tử.Con hổ thò chân trước qua khe cửa ngăn cách và cào rất mạnh và nhanh vào cổ sư tử và sư tử gần như chết ngay lập tức, xác sư tử chết nằm trong vũng máu
Con hổ trước khi kết thúc sự sống của con mồi bằng bộ hàm thép thì nó cần những chiếc vuốt chụp và bấu chắc vào con mồi làm cho con mồi không còn cơ hội trốn thoát do móng vuốt hổ có khả năng thu lại nên chúng sử dụng để bấu vào con mồi, khi tiếp xúc móng hổ sẽ dương ra và cắm sâu vào rồi lập tức rút lại để tránh việc bị gãy và tạo thế bấu chặt. Vuốt hổ sắc, gân chân hổ rất dai và bền (để giữ mồi và làm nó vẫn đứng vững khi đã bị bắn chết). Bộ vuốt của hai bàn chân trước cũng khỏe và sắc, dùng để tát và giữ mồi. Nếu con mồi tránh thoát, nó đứng lên giang "tay" (hai chân trước) ra ngăn không cho chạy, hoặc đã chạy rồi thì nó nhảy vọt cao qua khỏi đầu để đón đường.
Khi phóng đến con mồi, hổ sẽ dùng cánh tay để thực hiện một cú tát, cú tát của hổ có thể hổ sẽ khiến cổ trâu, bò phải gãy, trẹo đi Bàn "tay" hổ rất mạnh. Những thú lớn như heo rừng, nai, sơn dương nó chỉ vả một cái đủ đánh gãy đốt xương cổ, khiến con mồi chết ngay. Riêng khi giao đấu với người, hổ luôn muốn đoạt vũ khí của người rồi mới dùng chân tát một cú chí mạng, hay vồ đến cắn xé, lúc muốn đoạt vũ khí, chúng sẽ giương vuốt và chồm lên Thậm chí khi con hổ trúng bẫy, dù bị vướng một chân vào dây thừng của bẫy nhưng nó hoàn toàn có thể giết người bởi móng vuốt và sức vóc to lớn của nó Việc sử dụng móng vuốt và cánh tay trước linh hoạt đã làm hổ trở thành một biểu tượng của võ công với những môn vỏ mô phỏng động tác hổ như hổ hình quyền, trong đó lấy trảo pháp làm căn bản.
Hổ thường tấn công theo kiểu lao lên không trung rồi phóng xuống chụp mồi Đặc tính của hổ là trên cao chụp xuống khi vồ mồi. Cho nên người đi rừng khi muốn ngủ, nghỉ chỉ cần chặt bốn cây tre hoặc nứa vót nhọn cắm bốn bên như cắm bốn góc cọc màn. Rồi cứ nằm, ngồi vào giữa bốn cọc đó. Nó cũng rất sợ lưới. Người ngủ trong màn (mùng) nó chỉ ngồi rình, cạnh bên ngoài, đợi khi chui ra mới lao tới vồ chứ không bao giờ bắt người trong màn. Nó sợ móng xòe ra vồ, khi cụp lại vướng màn như vướng lưới gỡ không ra. So với sư tử, báo các loài thú ăn thịt có vuốt khác thì vuốt hổ rất độc vì quá bẩn. Khi nó cào cấu vào đâu thì da thịt con người chỗ đó bị thối rữa ngay, ngoài ra, vết hổ cào rất độc, có thể khiến thịt thối, dòi bọ lổm ngổm bò trong da Thế nên sau khi đã bắn được hổ, người ta thường hay đốt vuốt của nó để tránh nhỡ ra vô ý đụng chạm phải.
Đối với các loại móng vuốt thú rừng cũng có những cách nhìn nhận riêng. Hổ, báo cùng chung họ nhà mèo nên tinh tế sẽ phát hiện đâu là móng thật, đâu là móng giả dựa vào màu sắc của nó. Khi để dưới ánh sáng mặt trời hoặc dùng đèn pin soi, thì những đường vân tinh tế hiện ra. Vuốt hổ thật khi đưa lên ánh sáng sẽ thấy đục đục hình giọt nước ở chỗ vòng cung bụng vuốt. Vuốt hổ cấu tạo bằng sừng cho nên đốt sẽ có mùi khét đặc trưng. Đeo lâu ngày không bị ngả màu, cách hữu hiệu nhất là hơ qua lửa xem có mùi khét của nhựa không là biết ngay đâu là hàng giả, hàng thật.
Người dân quan niệm rằng, hổ là chúa tể của rừng xanh nên hội tụ đủ sức mạnh thiên nhiên. Chúng ăn toàn động vật quý, uống nước rừng, sống trong rừng sâu nên hấp thụ được linh khí của đất trời, đeo nanh vuốt hổ thì càng hưởng nhiều đặc ân của thần linh, trời đất. Có những câu chuyện về Vuốt Hổ như rừng có cọp thì ma người, ma trâu, voi phải sợ hổ sống, mà nó không sợ ai khác. Có lẽ con cọp có giác quan thứ 6 hay thứ 7 nên am hiểu và giao du với chiều thứ tư của không gian là chiều Âm. Nó gầm ghè, trấn áp được tất thảy. Do ma quỷ có lợi thế là người trần không thấy chúng, song chúng biết rõ họ. Thế là chúng lợi dung, tấn công người nhiều lúc. Còn hổ dường như thấy rõ, nên ma quỷ phải khúm núm. Bởi vậy, bất cứ cái gì trên thân thể con hổ đều dùng để trừ tà. Đắt nhất là những cái vuốt hay răng nanh hổ. Ngay từ lúc lọt lòng,trẻ con đã được đeo cái buà hộ mệnh ấy.
Nhiều người trẻ lại thích chơi móng hổ hơn chơi nanh hổ vì móng rẻ hơn nanh. Dân sành chơi thích sở hữu móng hổ không chỉ người trẻ mà dân kinh doanh, đặc biệt là những người khởi nghiệp muốn sở hữu những chiếc vuốt để nắm chắc hoặc tìm kiếm cơ hội chiến thắng trong cuộc sống cũng như trong thương trường. Việc đeo móng hổ ngoài việc đem lại cho người đeo một phong cách ngầu, sang trọng còn giúp chủ nhân tránh bị tà đạo, ma quỷ làm hại, đạn bắn không trúng. Giá cả của những chiếc móng hổ cũng rất đa dạng, nhưng rẻ nhất cũng phải đến tiền triệu. Đối với những chiếc móng được bọc, dát vàng hay kim loại thì giá có thể lên tới cả chục triệu.

### Vuốtưng

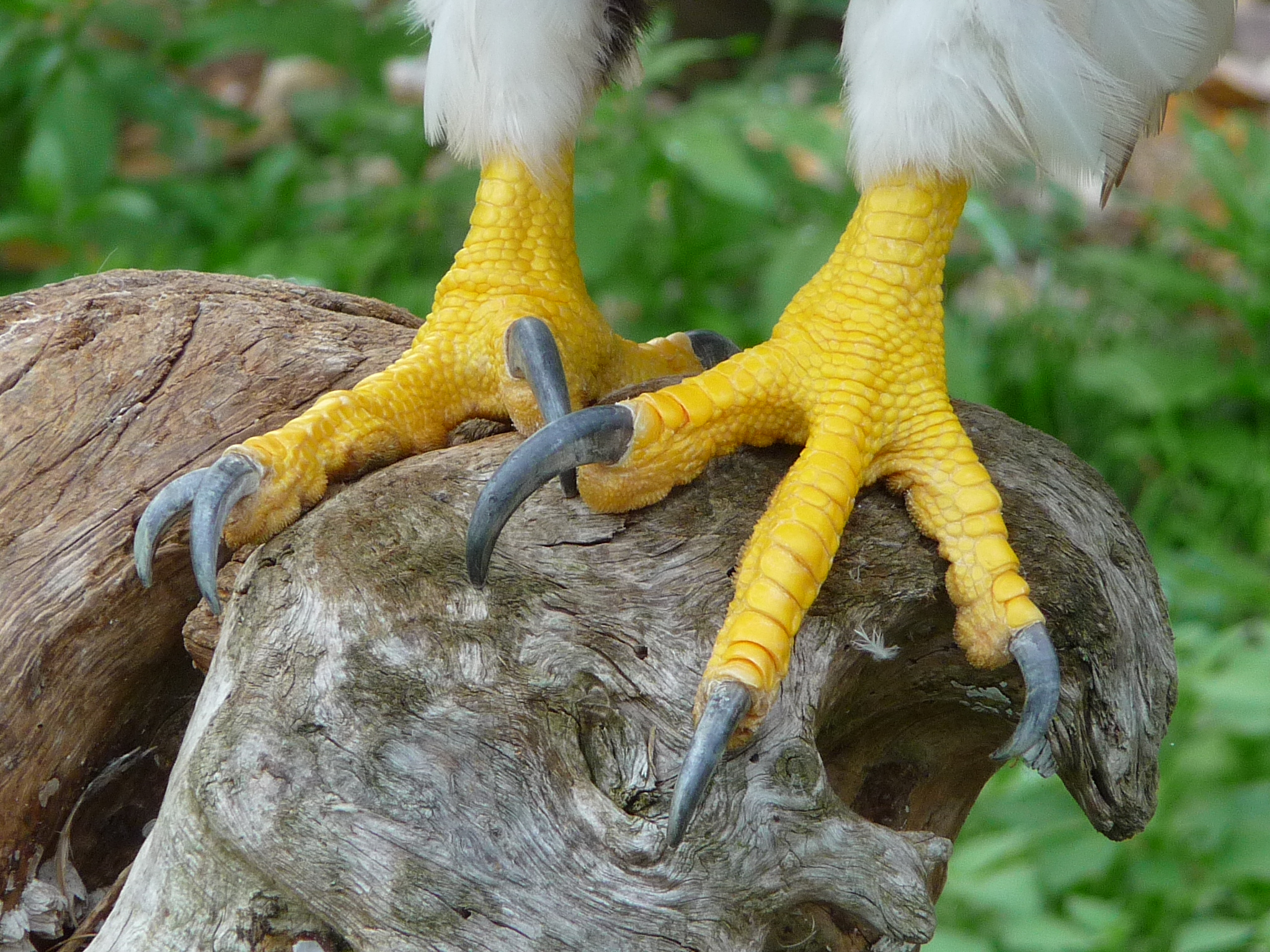
Một bộ móng vuốt của đại bàng

Móng vuốt là vũ khí hàng đầu của các loài chim, trong đó chim săn mồi là loài chim ăn thịt có móng và mỏ sắc như dao nhọn, chỉ cần chúng quắp vào tay là xước da, chảy máu, hàng tuần vết thương mới lành được. Đại bàng có một vũ khí lợi hại là đôi bàn chân với bộ móng nhọn và sắc như dao, khả năng sát thương rất lớn. Các móng vuốt trên chân của đại bàng cong và sắc nhọn, bộ móng vuốt sắc bén này chính là vũ khí lợi hại của chúng trong việc tấn công và bắt giữ con mồi. Chính đặc điểm này khiến đại bàng được gọi bằng một cái tên mà ý nghĩa của nó xuất phát từ một từ Latinh đó là Rapere (có nghĩa là kẹp chặt hay túm lấy). Móng vuốt chắc khỏe và chiếc mỏ sắt nhọn chính là vũ khí lợi hại của đại bàng vàng.
Đại bàng vàng đạt vận tốc lên tới 250 km/h với móng vuốt sắc nhọn có thể giết chết các con mồi cỡ nhỏ như cáo, thỏ hay bắt sống chó sói. Đại bàng vàng có thể sà xuống quắp đi cả những con thú lớn như chó sói, với tốc độ bay lên tới 200 km/giờ. Móng vuốt chắc khỏe cùng chiếc mỏ sắc nhọn là vũ khí tấn công lợi hại giúp nó có thể hạ gục những con mồi lớn như chó sói. Từ trên cao đại bàng vàng lao xuống bằng tốc độ kinh khủng rồi dùng móng vuốt chắc khỏe của mình tấn công con sói, sau những chống cự yếu ớt thì con sói dường như nằm im chịu trận trước vuốt đại bàng.
Ở người, các vết thương do đại bàng gây ra thường dài và nhỏ, chủ yếu ở trên phần cánh tay vì thường xuyên tiếp xúc, đôi lúc bị trên vùng đầu và vùng thái dương. Những con đại bàng tấn công vào cột sống của con mồi, nó chộp lấy con mồi bằng các móng vuốt của mình, ví dụ như quăng một con chim chích còn sống vào tầm ngắm của con đại bàng, nhanh như cắt con đại bàng vồ lấy, dùng móng vuốt và chiếc mỏ sắc nhọn mổ từng nhát vào con chim chích trong tiếng kêu thảm thiết của con chim nhỏ. Đại bàng núi có bộ móng cực sắc, các móng chân sắc nhọn, Chúng có thể quắp cả con gà lên không trung, chộp cả con rắn độc bay lên trời xanh, thậm chí sẵn sàng quắp cả con rắn lớn mang lên bầu trời. Bộ móng sắc lẹm của nó có thể xé bất cứ con mồi nào.

### Vuốtdơi
Loài dơi sử dụng móng vuốt của mình chủ yếu để bấu vào cành cây và treo ngược thân mình. Có những loài dơi thích ăn cá và biết bắt cá. Tổ tiên của loài dơi ăn cá thực sự không phải đã ăn cá ngay từ đầu. Có thể chúng tiến hóa từ một loài dơi ăn côn trùng. Tổ tiên của chúng thường bắt các côn trùng sống ở mặt nước hoặc các loài côn trùng ăn sinh vật phù du. Và trong quá trình này chúng đã bắt gặp những con cá nhỏ nhảy lên khỏi mặt nước hoặc bơi lội sát mặt nước và bắt đầu chuyển đổi khẩu vị sang những con cá nhỏ có nhiều chất dinh dưỡng hơn.
Chúng được coi là loài dơi bắt cá duy nhất sống ở châu Á. Những con dơi này có kích thước khá nhỏ so với những loài dơi bình thường khác nhưng chúng lại có móng vuốt khá lớn, cong lên như một lưỡi câu và rất sắc, loài dơi này là "dơi ngón dài" đây là một loài dơi quý hiếm và có móng vuốt hơi lạ, chúng sử dụng những móng vuốt này để bắt cá, những con dơi ngón dài là loài có thể ăn cá vì những chiếc móng vuốt bất thường, những con dơi này lợi dụng những loài cá nhỏ có kích thước khoảng 5 cm thường nhảy lên khỏi mặt nước để tìm cách bắt chúng, chúng có thể dùng móng vuốt bắt gọn một con cá có kích thước 5–10 cm dài. Dơi Sonaro sống ở một hòn đảo nhỏ ở miền tây Mexico, cũng có móng vuốt dài và sắc nhọn, ngón chân chúng rất dài và xương chày cũng khác biệt rất rõ so với những con dơi bình thường khác. Một loài dơi bắt cá sống ở châu Âu có trọng lượng khoảng 9g và chiều dài thân là 42 mm - kích thước khá nhỏ so với những con dơi bình thường. Những con dơi này bay thấp trên mặt nước và bắt cá bằng móng vuốt của chúng.

### Vuốtkhủng long
Móng vuốt của các loài khủng long tiền sử được biết đến thông qua các hóa thạch. Móng vuốt các loại khủng long thay đổi rất nhiều theo thời gian. Hình dạng móng khủng long trở nên đa dạng hơn trong quá trình tiến hóa. Những bộ móng vuốt khủng long đầu tiên có hình dạng uốn ngược và ngắn. Khủng long bắt đầu tiến hóa trong kỷ Triat, móng bắt đầu thay đổi, sắc nhọn hơn để săn mồi. Nhìn chung, móng vuốt của khủng long chưa phải là vũ khí quan trọng bậc nhất của chúng trong cuộc đấu tranh sinh tồn, chủ yếu để hỗ trợ săn mồi và hỗ trợ di chuyển.
- Khủng long bạo chúa Tyrannosaurus rex (T-rex), có những móng vuốt chân trước nhỏ, nhưng ba móng vuốt chân sau của nó khá sắc nhọn và hỗ trợ cho việc săn mồi. Tuy nhiên nhiều ý kiến cho rằng với bộ móng vuốt quá nhỏ, chi trước nhỏ và yếu ớt dẫn đến không cân xứng với cơ thể đồ sộ và không có nhiều vai trò trong việc bắt mồi cũng như tăng tốc độ, chính vì vậy mới có quan điểm cho rằng khủng long bạo chúa thực ra là loài ăn xác thối.
- Khủng long Therizinosaurus có móng vuốt dài nhất nhưng đó là động vật ăn cỏ hiền lành, dù Therizinosaurus có bộ móng vuốt khổng lồ, được biết đến dài nhất trong các loài động vật. Móng vuốt khủng long Therizinosaurs tiến hóa gần với các loài chim hiện đại. Đến thời điểm của khủng long Therizinosaurs, hình dạng móng của chúng đã phát triển khác đáng kể so với khủng long ăn thịt.
- Khủng long Spinosaurus hai chi trước ngắn, nhưng lại có bộ móng vuốt dài và sắc, đủ để khoan thủng bất cứ bộ da của bất cứ loài nào. Những con khủng long này còn có chi trước rất khỏe với móng vuốt cong và sắc như dao, rất thích hợp để đâm sâu hoặc xé rách da thịt con mồi.
- Khủng long ăn cá có tên Baryonyx (có nghĩa là "móng vuốt sắc" trong tiếng Hy Lạp) vì những cái móng vuốt sắc nhọn, lớn ở chi trước của chúng. Loài khủng long ăn thịt này sử dụng những móng vuốt của mình như những chiếc giáo để "xiên" cá.
- Khủng long Tawa hallae là loài ăn thịt, ngón chân của nó khá mỏng và mảnh khảnh, nhưng được bảo vệ bởi một lớp phủ giáp với móng vuốt sắc nhọn. Vuốt khủng long Tawa hallae có thể gây ra những vết thương nghiêm trọng.
- Khủng long lông Talos sampsoni là một loài chim ăn thịt, có liên quan chặt chẽ với sự tiến hóa. Bộ vuốt của nó đã bắt đầu thay đổi giống chim ngày nay.
- Khủng long Eoraptor có 5 ngón trên mỗi chân trước, 3 ngón trong số đó đều có móng vuốt lớn sẵn sàng để tóm lấy con mồi.
- Khủng long Sauropodomorph từ Nam Cực có thể sử dụng móng vuốt cực kỳ mạnh mẽ của nó đưa cơ thể lên các thân cây.
- Trứng khủng long Citipati được che chở bởi móng vuốt của khủng long bố mẹ rất nhẹ nhàng.
- Khủng long Gojirasaurus sở hữu móng vuốt của động vật ăn thịt.

### Vuốtcôn trùng
Ở côn trùng, móng vuốt được gọi là đốt cuối bàn thường có những vuốt hay móng, đệm giữa móng vật lồi giữ móng, đệm đốt cuối bàn chân đệm móng đốt bàn chân cuối mấu lồi cơ gấp đốt cuối bàn chân, lòng đệm giữa móng là lớp da mềm. Đệm móng phủ đầy lông mịn. Ở rận mu, chúng có 6 chân, mỗi trong số đó chấm dứt với một móng vuốt ở cổ chân. Các móng vuốt trên cặp thứ 2 và thứ ba của chân là rất lớn so với cặp đầu tiên, móng dài, khỏe và cong lại, vết cắn của chúng gây ra bệnh rận mu. Bọ cánh cứng Acteon (Megasoma action) là một trong những loài bọ cánh cứng khổng lồ trong rừng mưa Amazon, Nam Mỹ. Cơ thể của chúng dài 12,7 cm và dày 4 cm. Bọ cánh cứng Acteon có lớp vỏ bên ngoài rất cứng và đôi chân mạnh mẽ, có móng vuốt, giúp con vật bám vào thân cây. Nhện Trogloraptor (tiếng Latin của từ "Kẻ cướp hang động"), do bộ móng vuốt dài đáng sợ.